# Kale, Malatya
Kale là một huyện thuộc tỉnh Malatya, Thổ Nhĩ Kỳ. Huyện có diện tích 193 km² và dân số thời điểm năm 2007 là 6286 người, mật độ 33 người/km².